# Elizabeth Rosa Vélez
Elizabeth Rosa Vélez (Arecibo, 17 de mayo) es una política puertorriqueña que se desempeña como senadora por el distrito senatorial de Arecibo III desde 2021.

## Vida
Elizabeth Rosa Vélez nació el 17 de mayo en Arecibo, Puerto Rico, hija de Dima Rosa y María Vélez. Es la quinta de siete hijos. Se graduó de la Escuela Superior Dra. María Cadilla de Martínez. Obtuvo un bachillerato en artes liberales con especialización en justicia penal y psicología en la Pontificia Universidad Católica de Puerto Rico en Arecibo. Rosa Vélez realizó una maestría en trabajo social clínico.
Rosa Vélez fue directora programática del Departamento de Corrección y Rehabilitación. También se desempeñó como directora regional del Departamento de Recursos Naturales y Ambientales en el distrito de Arecibo. Miembro del Partido Popular Democrático, fue electa al Senado de Puerto Rico por el distrito senatorial de Arecibo III desde 2021.
Rosa Vélez es madre de tres hijos.

## Historial electoral
| Elección | Cargo                               | Partido | Partido | Votos  | %     | Posición | Resultado |
| -------- | ----------------------------------- | ------- | ------- | ------ | ----- | -------- | --------- |
| 2020     | Senadora por el distrito de Arecibo |         | PPD     | 58,813 | 19.20 | 1.ª      | Electa    |
| 2024     | Senadora por el distrito de Arecibo |         | PPD     |        |       |          |           |